# UBIMET
Der unabhängige internationale Wetterdienst UBIMET (Ubiquitäre Meteorologie) beschäftigt sich mit Meteorologie und Unwetterwarnungen.

## Geschichte
Das Unternehmen wurde im September 2004 als Start-up von Michael Fassnauer und Manfred Spatzierer unter dem Namen meteomedia gmbh als Tochter der Meteomedia Gruppe in Wien gegründet. Ziel der Unternehmensgründer war es, die Wettervorhersagen in Österreich deutlich zu verbessern und das vorhandene Oligopol der staatlichen Wetterdienste (ZAMG, Austro Control) aufzubrechen.
Ein Jahr nach der Gründung wurden Die Presse, die ÖBB oder die Uniqa Insurance Group als Kunden gewonnen, sowie ein eigenes Vorhersagezentrum für Extremwetterereignisse – die Österreichische Unwetterzentrale – aufgebaut. Die Unwetterzentrale versorgt über Kooperationen mit Versicherungen 2.000.000 Kunden in Zentraleuropa (Stand: Sommer 2013) mit Unwetterwarnungen. Ab Jänner 2009 wurde der Service auch in mehreren Ländern in Ost- und Südosteuropa angeboten.
Im Dezember 2008 wurden die Anteile der Meteomedia-Gruppe von den Unternehmensgründern zurückgekauft. Mit dem Rückkauf der Anteile wurde der Name von meteomedia gmbh in UBIMET GmbH geändert, wobei UBIMET für „Institut für UBIquitäre (allgegenwärtige) METeorologie“ steht. Hauptsitz von UBIMET ist Wien.
Neben dem österreichischen Markt bedient UBIMET auch Kunden in Ost- sowie Zentraleuropa und Australien. Die Firma bietet Wettervorhersagen in Zeitungen, Rundfunk, im Internet und als drahtlose Datendienste auf Mobiltelefonen an. Zu letzterem gehören Unwetterwarnungen in sieben Sprachen. Die größten Kundengruppen sind der Infrastrukturbereich, Behörden und der Versicherungssektor.
Seit 2012 ist der Red-Bull-Konzern mit einem Anteil von 50 Prozent am Unternehmen beteiligt.
2013 wurde das erste meteorologische Büro außerhalb Europas in Melbourne, Australien eröffnet.
Aus dem Zwei-Mann-Unternehmen ist einer der größten und am schnellsten wachsenden privaten Anbieter meteorologischer Dienstleistungen geworden. Durch den Mitgesellschafter Red Bull war UBIMET bis Ende 2018 Teil eines 160 Länder umfassenden globalen Netzwerkes. Im November 2018 wurde Red Bull als Gesellschafter aus dem Firmenbuch ausgetragen.
2014 hat UBIMET mit der FIA (Fédération Internationale de l’Automobile) einen mehrjährigen Vertrag abgeschlossen und lieferte zwischen 2014 und 2016 die Wetterprognosen für die Formel 1.
Im Juli 2015 veröffentlicht UBIMET die globale Wetterapp MORECAST für den Apple App Store und den Google Play Store.

## Technik
UBIMETs Qualität beruht auf der Menge und Güte der Beobachtungsdaten, dem Team aus Meteorologen, Informatikern, Physikern, Biologen und Geographen, einer Forschungs- und Entwicklungsabteilung sowie eigener Prognose-Algorithmen. Diese erlauben es, eine große Zahl an Datenquellen in die Modellierung mit einzubeziehen und punktgenaue sowie individuell zugeschnittene Wetterprognosen für Gemeinden, Behörden, Firmen und Privatkunden in Echtzeit zu erstellen. Für die exakten Lokal- und Regionalvorhersagen wurden eigene Modelle entwickelt (UBIMET-RACE-Modell), in denen zum Beispiel die jeweilige Topographie der Region berücksichtigt wird. So werden bei Höhenunterschieden trotzdem punktgenaue Daten ermittelt und es können punktgenaue Unwetterwarnungen ausgesprochen werden.
In der Forschungs- und Entwicklungsabteilung werden in Zusammenarbeit mit internationalen Forschungseinrichtungen die Wettermodelle und Vorhersagen weiterentwickelt. Die für Digitalisierung zuständige EU-Kommissarin Neelie Kroes nannte UBIMET aus diesem Grund als beispielgebend für die Internet-Zukunft Europas.
Der Dienst warnt zwei Millionen Privatkunden via Push-Nachricht, SMS, E-Mail oder Fax vor Sturm/Orkan, Starkregen, Hagel, Gewitter, starker Schneefall oder Eisregen.

## Leistungen
- Unwetterwarnungen[14]
- Wetterinformationen: Allgemeine Wetterauskünfte
- Wetterprognosen: Auf den Servern von UBIMET werden Daten von ca. 17.000 staatlichen und privaten Wetterstationen sowie Satelliten-, Wetterradar-, Radiosonden- und Blitzdaten gespeichert und für regionale Prognosen weiterverarbeitet.
- Smartphone-Apps für private Nutzer: MORECAST für iOS und Android
- Eigene Internetportale: Neben B2C-Portalen betreibt UBIMET auch B2B-Websites. Darunter befindet sich die Österreichische Unwetterzentrale, das Deutsche Unwetterradar und wetter.tv